# Remer
Remer és una població dels Estats Units a l'estat de Minnesota. Segons el cens del 2000 tenia 372 habitants.

## Demografia
Segons el cens del 2000, Remer tenia 372 habitants, 178 habitatges, i 95 famílies. La densitat de població era de 127,1 habitants per km².
Dels 178 habitatges en un 29,8% hi vivien nens de menys de 18 anys, en un 39,3% hi vivien parelles casades, en un 10,1% dones solteres, i en un 46,6% no eren unitats familiars. En el 41% dels habitatges hi vivien persones soles el 28,1% de les quals corresponia a persones de 65 anys o més que vivien soles. El nombre mitjà de persones vivint en cada habitatge era de 2,09 i el nombre mitjà de persones que vivien en cada família era de 2,87.
Per edats la població es repartia de la següent manera: un 25,5% tenia menys de 18 anys, un 5,9% entre 18 i 24, un 19,4% entre 25 i 44, un 26,3% de 45 a 60 i un 22,8% 65 anys o més.
L'edat mediana era de 44 anys. Per cada 100 dones de 18 o més anys hi havia 84,7 homes.
La renda mediana per habitatge era de 19.583 $ i la renda mediana per família de 27.500 $. Els homes tenien una renda mediana de 28.000 $ mentre que les dones 20.536 $. La renda per capita de la població era d'11.674 $. Entorn del 25,9% de les famílies i el 34,5% de la població estaven per davall del llindar de pobresa.

## Poblacions més properes
El següent diagrama mostra les poblacions més properes.